# Індійці
Індійці — мешканці та громадяни держави Індія. У 2022 році населення Індії становило 1,4 мільярда осіб.  у січні 2023 року Індія випередила  Китай ї стала найбільш населеною країна світу, у якій проживає  17,50 % світового населення. На додачу до індійського населення, індійська закордонна діаспора також може похвалитися великою кількістю, особливо в арабських державах Перської затоки та західному світі. Хоча демонім «індієць» відноситься до людей, що походять із сучасної Республіки Індія, він також використовувався як ідентифікаційний термін для людей, що походять з території сучасного Пакистану та Бангладеш до розділу Британської Індії в 1947 році.
Зокрема в Північній Америці терміни «азійські індійці (англ. Asian Indian)» та «східні індійці (англ. East Indian)» іноді використовуються, щоб відрізнити індійців від корінних народів Америки. Хоча помилкова ідентифікація корінних мешканців Америки як індійців відбулася під час європейської колонізації американського континенту, термін «індіанець (англ. Indian)» все ще використовується як ідентифікатор корінного населення Північної Америки та Карибського басейну. Таке використання стає дедалі рідшим, оскільки такі терміни, як корінне населення, американські індіанці та, зокрема, корінні народи в Канаді та корінні народи в Сполучених Штатах, широко використовуються в офіційному дискурсі та законодавстві.

## Етнонім
Назва Бгарата (Bhārata) використовувалася як самоназва жителів Індійського субконтиненту та Республіки Індія з 1949 року. Позначення Bhārata з’являється в офіційній санскритській назві країни Bhārata Gaṇarājya. Назва походить від стародавніх Вед і Пуран, які посилаються на землі Індії, як «Bhārata varṣam» і використовують цей термін, щоб відрізнити її від інших варш або континентів. Бхарати були ведичним племенем, згаданим у Ріґведі, зокрема, брали участь у Битві Десяти Королів. Індія названа на честь легендарного імператора Бгарати, який був нащадком племені Бхарати, нащадка династії Куру, яка об’єднала Індійський субконтинент під одним правлінням.

उत्तरं यत्समुद्रस्य हिमाद्रेश्चैव दक्षिणम्।
वर्षं तद् भारतं नाम भारती यत्र संततिः॥

"Країна (varṣam), що лежить на північ від океану та на південь від засніжених гір, називається Bhāratam; там живуть нащадки Бгарати."
У ранній ведичній літературі термін Ар’яварта (санскр. आर्यावर्त) був у популярному вжитку до Бгарати. Ману-Смріті (2.22) дає назву Ар’яварта «урочищу між Гімалаями та хребтами Віндг'я, від Східного (Бенгальська затока) до Західного моря (Аравійське море)».
Слова «Індієць» і «Індія» походять від грецького Ἰνδία (Indía) через латинську India. India грецькою мовою койне позначала регіон за річкою Інд (Ἰνδός), починаючи з Геродота (5 століття до н. е.) ἡ Ἰνδική χώρη, hē Indikē chōrē; «індійська земля», Ἰνδός, Indos, «індієць», від давньоперської Hinduš і середньовічного терміна Індостан. Назва походить від Sindhu, санскритської назви річки Інд, але також означає «річка» у загальному вигляді.